# Dare I Say...
Dare I Say... is het tweede album van de Amerikaanse stonerrockband Hermano. Het werd uitgegeven in 2004.

## Tracklist
| Nr. | Titel           | Duur | Muziek/tekst              |
| --- | --------------- | ---- | ------------------------- |
| 1   | Cowboys Suck    | 3:46 | Angstrom en Brown         |
| 2   | Life            | 4:16 | Angstrom, Brown en Garcia |
| 3   | Roll Over       | 4:42 | Angstrom en Garcia        |
| 4   | Quite Fucked    | 2:38 | Angstrom en Garcia        |
| 5   | Is This OK?     | 5:26 | Brown en Garcia           |
| 6   | Brother Bjork   | 5:13 | Angstrom en Garcia        |
| 7   | On The Desert   | 3:48 |                           |
| 8   | My Boy          | 3:13 | Angstrom en Garcia        |
| 9   | Angry American  | 3:14 | Angstrom en Garcia        |
| 10  | Murder One      | 4:09 | Brown en Garcia           |
| 11  | Let's Get It On | 3:24 | Angstrom                  |

- Het nummer Brother Bjork refereert aan Brant Bjork en zijn soloplaat Keep Your Cool.
- Voor het nummer My Boy is een muziekvideo gemaakt.
- John Garcia zingt in meerdere nummers over Houdini Dog. Dit is de naam van zijn hond.

## Bandleden
- John Garcia - zang
- David Angstrom - gitaar, zang
- Chris Leathers - drum
- Dandy Brown - basgitaar, gitaar

## Overige medewerkers
- Engineering: Dandy Brown, David Angstrom, James Salter, Robbie Waldman, Steve Feldman, Vic Stafford
- Bijkomende zang op nummer 3, 4, 5, 7 en 11 door Steve Feldman
- Bijkomende zang op nummer 6 en 9 door Aleah X

## Opnamestudio's
- Berkley Park Studio, Atlanta, Georgia
- Cabana Recordings, Boca Raton, Florida
- Unit A Studio, Palm Springs, Californië
- Feldman Studio, Palm Springs, Californië
- Butter Studio, Joshua Tree, Californië
- Aspen Heights Studio, Morongo Valley, Californië